# Andrena isocomae
Andrena isocomae är en biart som beskrevs av Timberlake 1951. Andrena isocomae ingår i släktet sandbin, och familjen grävbin. Inga underarter finns listade i Catalogue of Life.